# 개불알풀
개불알풀은 질경이과에 속하는 두해살이풀이다. 한국 남부 지방과 일본·중국·타이 등지에 분포한다.

## 이름
열매 모양이 개의 불알과 닮았다고 해서 붙은 이름이다. 일본어 이름을 한국어로 번역한 것이다. 이명의 학명의 종명인 ‘cainotesticulata’도 ‘개의 고환 모양’이라는 뜻이다.

## 생태
높이는 5~15 센티미터이고 부드러운 짧은 털이 있으며, 밑에서부터 가지가 갈라져 옆으로 자라거나 비스듬히 선다. 잎은 밑쪽에서는 마주나고 위쪽에서는 어긋나며 난상 원형이고 톱니가 있으며, 밑쪽의 것은 짧은 잎자루가 있으나 위쪽의 것에는 없다. 5~6월 담홍자색의 꽃이 잎겨드랑이에 1개씩 달린다. 가는 꽃대는 잎과 거의 같은 길이이고 화관은 지름이 3~4 밀리미터이며 통 부분이 짧다. 수술은 2개이고 암술대는 길이 1 밀리미터 정도이다. 꽃받침은 4개로 깊게 갈라지고, 꽃받침조각은 난형으로 끝이 둔하며 빛깔은 녹색이다. 열매는 콩팥 모양의 삭과이며 전면에 부드러운 털이 있다.

## 사진

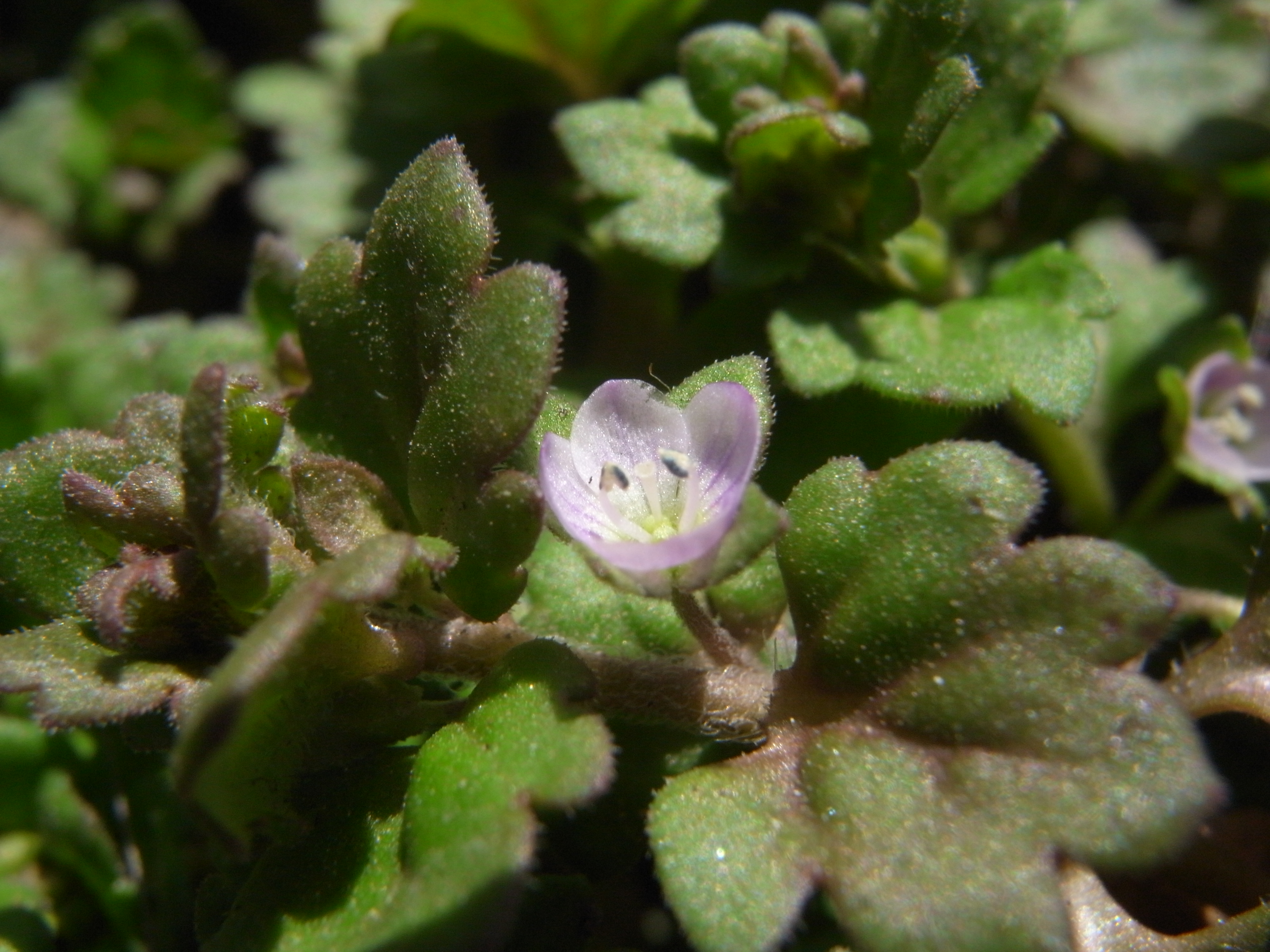
꽃
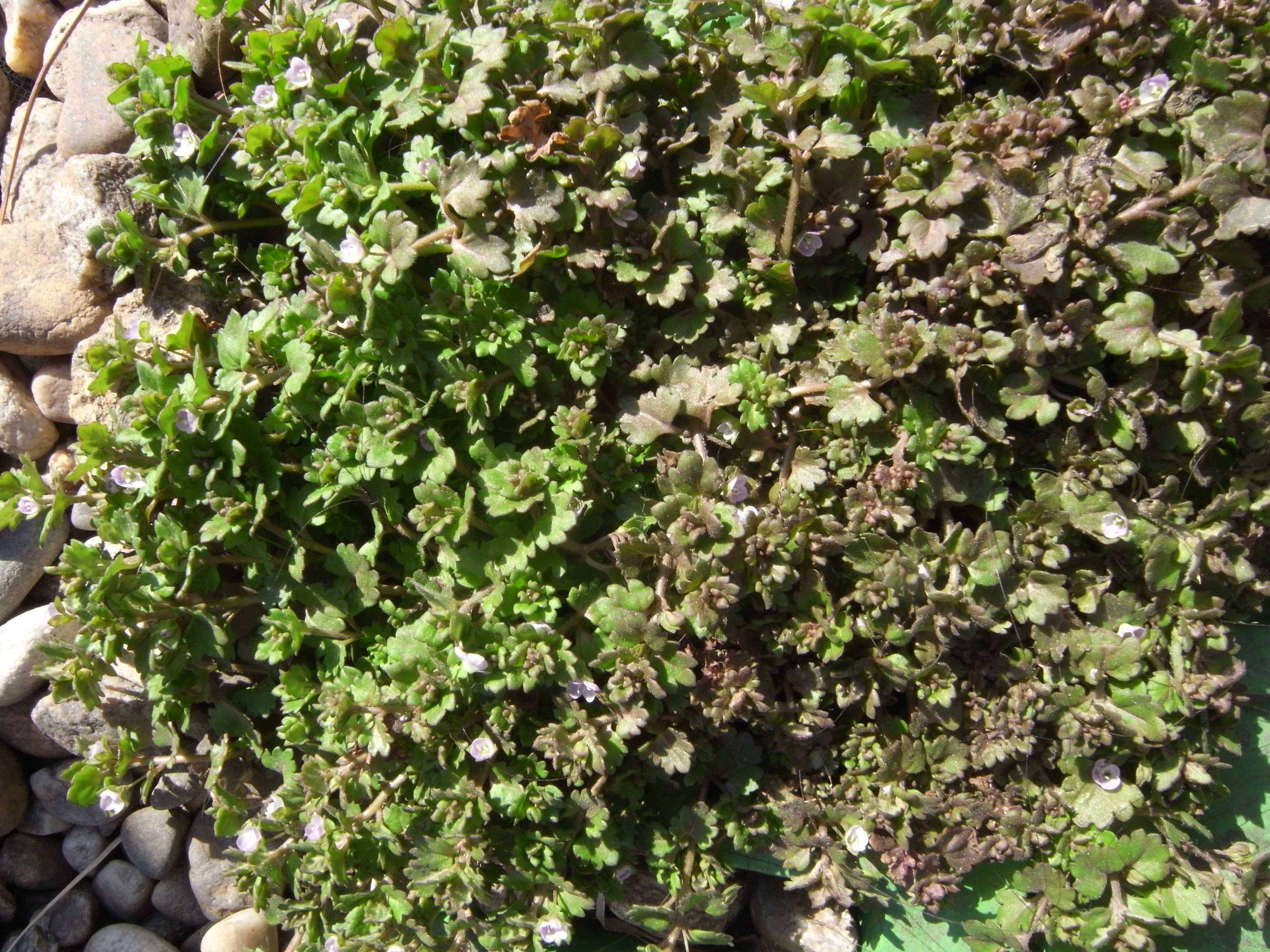
무리

## 참고 문헌
- 이 문서에는 다음커뮤니케이션(현 카카오)에서 GFDL 또는 CC-SA 라이선스로 배포한 글로벌 세계대백과사전의 내용을 기초로 작성된 글이 포함되어 있습니다.